# Abdel Moussa
Abdel Aziz Boukar Moussa (in arabo عبد العزيز بوكار موسى‎?; N'Djamena, 8 aprile 1980) è un ex cestista ciadiano naturalizzato angolano.

## Carriera
Con l'Angola ha disputato due edizioni dei Giochi olimpici (Atene 2004, Pechino 2008) i Campionati mondiali del 2006 e due edizioni dei Campionati africani (2003, 2005).